# Hesham Qandil
Hesham Qandil (Arabisch: هشام قنديل) (geboren 17 september 1962) is een Egyptisch politicus. Van 2012 tot 2013 was hij premier van Egypte. Hij werd benoemd door president Mohamed Morsi op 24 juli 2012. Qandil was eerder werkzaam als Minister van Water, Hulpbronnen en Irrigatie van 2011 tot 2012. Volgens persbureau Reuters was Qandil een politiek onafhankelijke hoge ambtenaar in de administratie van Morsi, maar werd hij niet beschouwd als kandidaat voor de functie van Eerste minister. Op 2 augustus 2012 maakte hij zijn aantreden bekend als de nieuwe Eerste minister van de Arabische Republiek Egypte. Hij vormde een door technocraten gedomineerde regering met een paar politieke partijen.
Op 2 juli 2013 traden vijf regeringsleden af: dit waren Hisham Zazou, de minister van toerisme, Atef Helmi, de minister van communicatie en IT, Hatem Bagato, staatsminister voor wettelijke en parlementaire zaken, Abdel Qawy Khalifa, de minister van water, en Khaled Abdel Aal, de milieuminister.
Op 3 juli bekrachtigde een Egyptisch hof van beroep een uitspraak waarbij Qandil ontslag moest nemen en veroordeelde hem tot een jaar gevangenisstraf. Op dezelfde dag werden ook president Morsi en verschillende leden van de Moslimbroederschap gearresteerd door het Egyptische leger.